# Stazione di Busto Arsizio
Stazione di Busto Arsizio vasútállomás Olaszországban, Lombardia régióban, Busto Arsizio településen.

## Vasútvonalak
Az állomást az alábbi vasútvonalak érintik:
- Domodossola–Milánó-vasútvonal
- Luino–Milánó-vasútvonal
- Stabio/Porto Ceresio–Milánó-vasútvonal

## Kapcsolódó állomások
A vasútállomáshoz az alábbi állomások vannak a legközelebb:
- Stazione di Gallarate (Stazione di Domodossola, Stazione di Varese, Domodossola–Milánó-vasútvonal, Line S5)
- Stazione di Legnano (Stazione di Milano Centrale, Stazione di Treviglio, Domodossola–Milánó-vasútvonal, Line S5)
- Stazione di Busto Arsizio Nord (Malpensa T2 railway station, S50)
- Stazione di Gallarate (Airolo vasútállomás, S50)